# Gruuthusemuseum

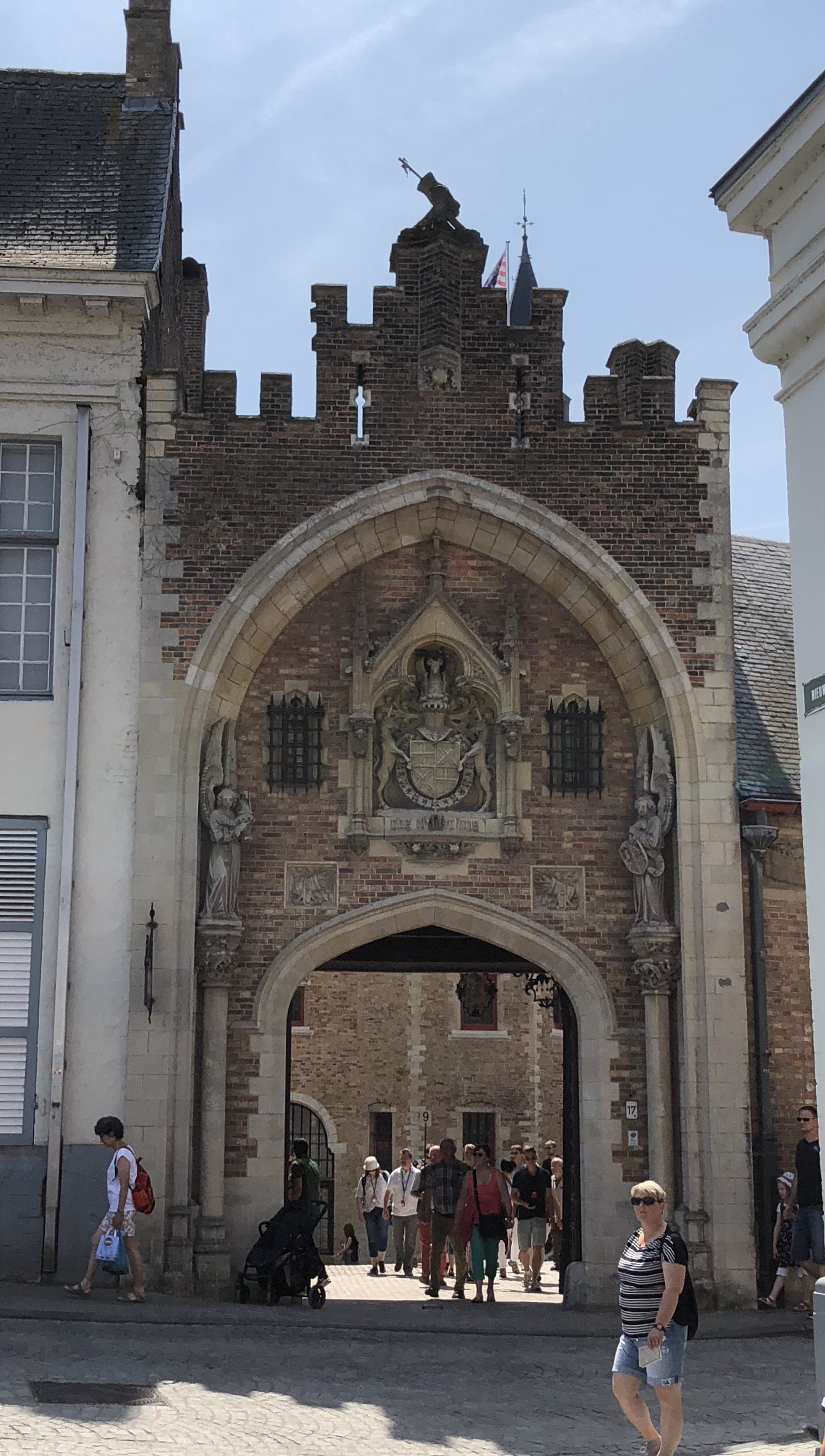
Eingang zum Gruuthusemuseum, 2019

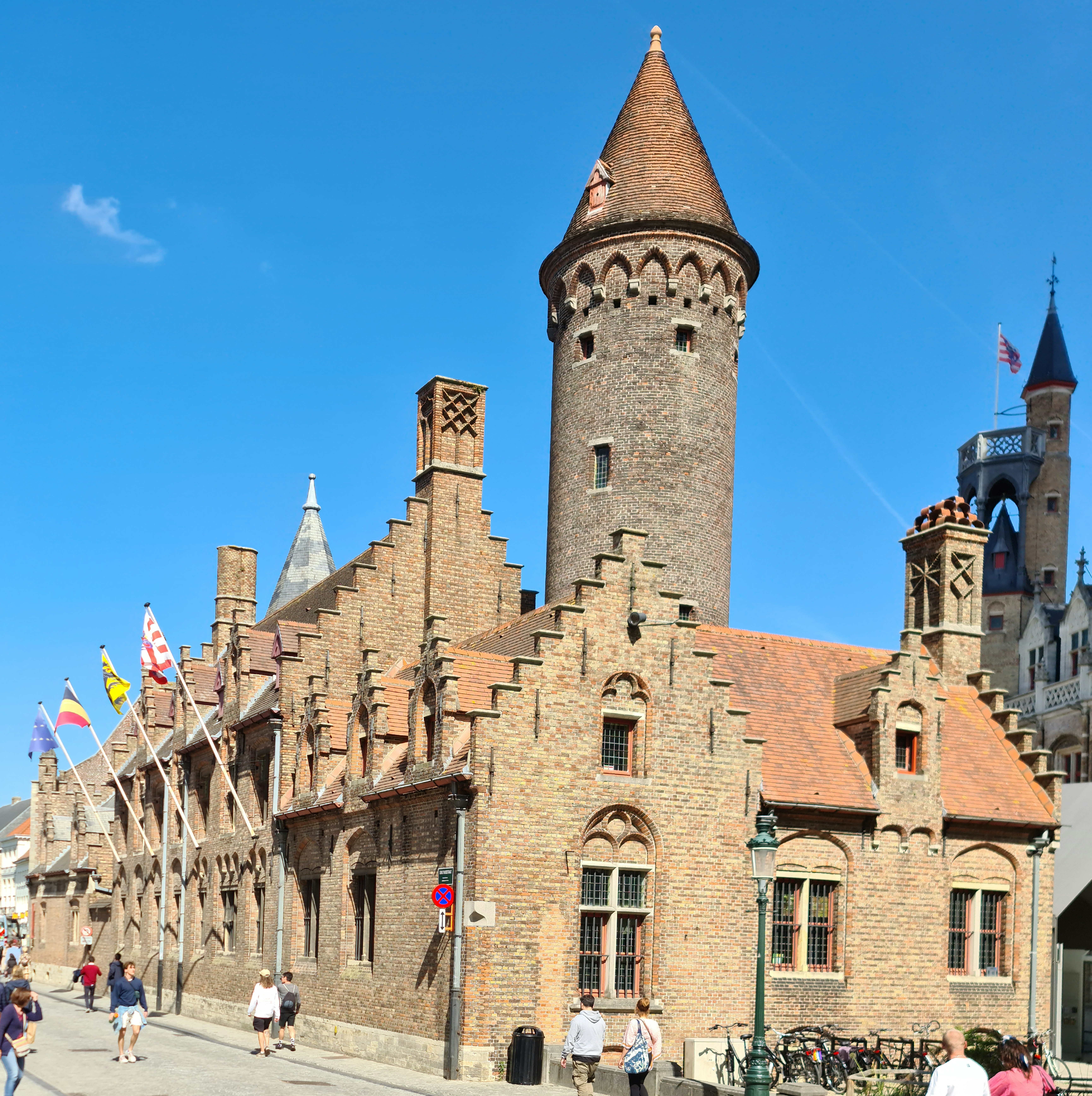
Gruuthusemuseum, 2022

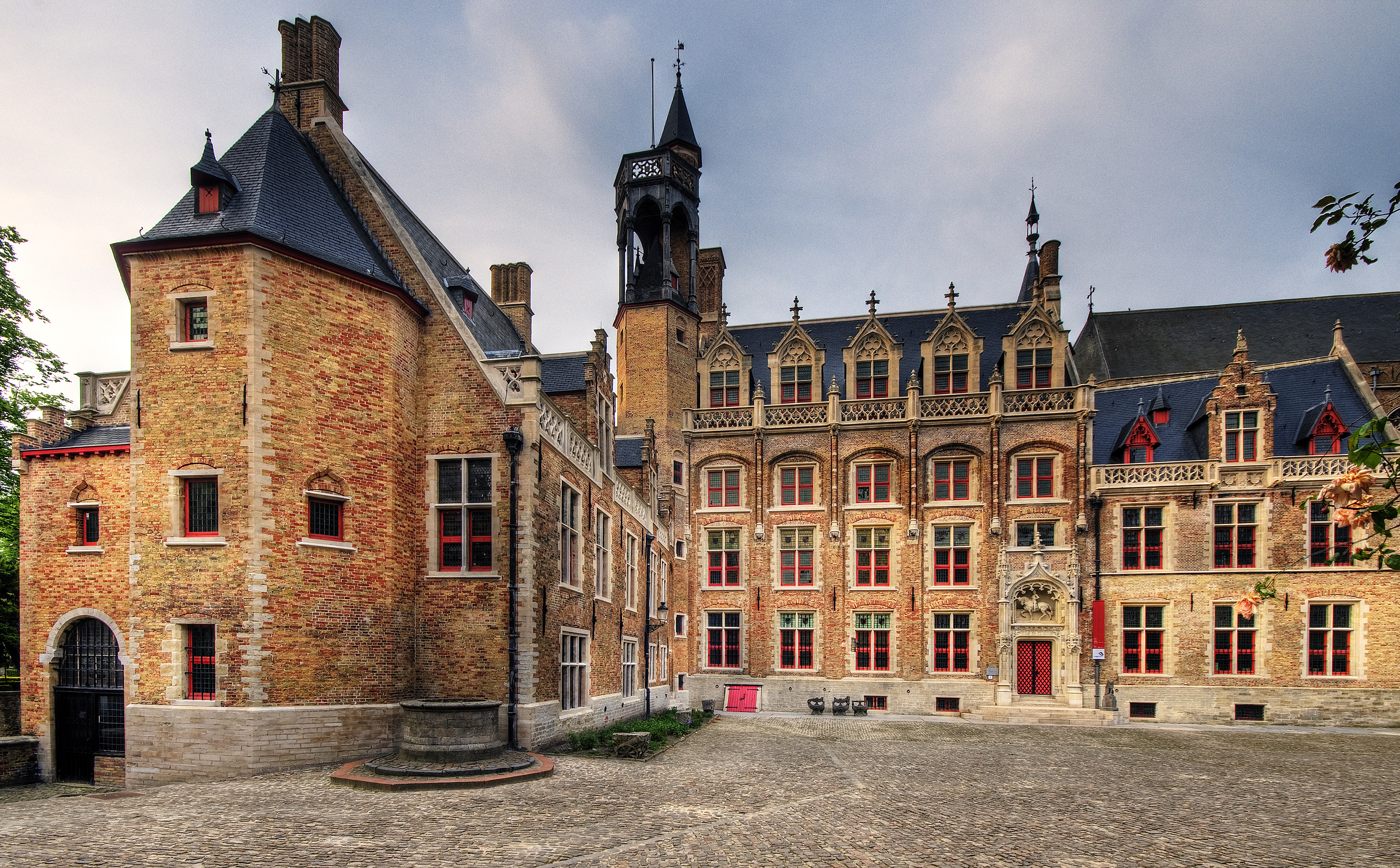
2008

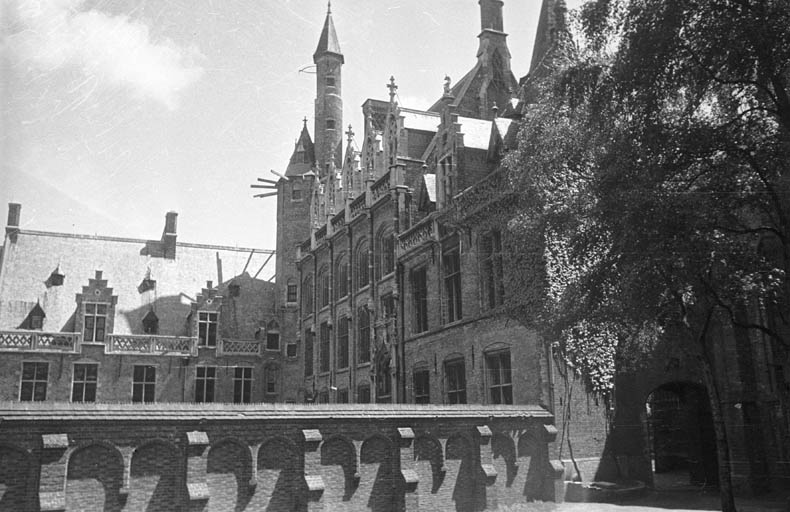
1934

Das Gruuthusemuseum ist ein Museum in Brügge in Belgien. Es ist im denkmalgeschützten Palais der Herren von Gruuthuse eingerichtet.

## Lage
Es befindet sich in der Brügger Altstadt an der Adresse Dijver 17. Unmittelbar nördlich verläuft die Gruuthusestraat, auf die im Nordosten die Nieuwstraat und die Straße Dijver trifft. Östlich des Grundstücks verläuft der Kanal Bakkersrei, der vom Arentshaus überbrückt wird. Südwestlich steht die Liebfrauenkirche.

## Geschichte
Das Stadtpalais geht bis auf das Mittelalter zurück. Im 15. Jahrhundert gehörte es der Familie van Gruuthuse, die seit dem 14. Jahrhundert über das Recht Steuern auf Grut zu erheben verfügte. Die Kräutermischung Grut diente als Beimischung beim Bierbrauen. Anfang des 15. Jahrhunderts baute die Familie van Gruuthuse ihre Grutspeicher in das repräsentativ gestaltete Stadtpalais um. Im 15. Jahrhundert lebte Lodewijk van Gruuthuse (1427–1492) im Haus. Er ließ den südlichen Flügel sowie die Kapelle anbauen. 1596 erwarb der spanische König Philipp IV. das verfallene Anwesen. Philipp überließ es wohltätigen Zwecken, so wurde es als Hort der Barmherzigkeit genutzt. 1662 wurde das Gebiet östlich des Kanals, auf dem das Arentshaus errichtet wurde, vom Anwesen abgetrennt. Im Jahr 1876 wurde die Stadt Brügge Eigentümerin des Anwesens. Es folgte von 1883 bis 1896 eine Restaurierung und Umbau des Komplexes unter Leitung des Stadtarchitekten Louis Delancanserie. Dabei wurden Gebäude abgerissen und Türme an historischer Stelle wieder errichtet. Im Gebäude wurde dann die 1865 von Staatsarchivar Felix d’Hoop begründete archäologische Sammlung als Museum der archäologischen Gesellschaft von Brügge untergebracht. 1900/1901 und 1908 wurden Gebäude an der Gruuthusestraat abgerissen und 1909/1910 nach Entwürfen von Delacenserie neue Bauten errichtet. Ab 1955 diente das Haus als Städtisches Museum für Archäologie und Kunsthandwerk. 1993 wurde die Fassade zum Kanal restauriert.
Für Restaurierungsarbeiten war das Museum bis Herbst 2018 geschlossen. 2019 wurde auf dem Innenhof ein Museumspavillon errichtet, der auch als Kartenverkaufsstelle und Informationszentrum dient.
Das Gebäude ist seit dem 25. März 1938 als Denkmal ausgewiesen. Darüber hinaus wird es seit dem 14. September 2009 als architektonisches Erbe geführt. 2020 gehörte das Museum zu den Preisträgern des Onroerenderfgoedprijs.

## Architektur
Die gotische Fassade ist durch Türme und Stufengiebel geprägt. Bemerkenswert sind die große Küche und die Kapelle des Palais, die noch in ihrer Gestaltung von 1472 erhalten sind. Über die Kapelle besteht eine direkte Verbindung in den Chor der Liebfrauenkirche. Im Inneren des Hauses befindet sich darüber hinaus ein mit Wandteppichen ausgestatteter Ehrensaal samt Kamin und üppig verzierten Deckenbalken.
An der Nordostecke des Areals befindet sich ein eindrucksvoller neogotischer Torbogen im Stil eines Tudorbogens. Oberhalb des Hauseingangs im Innenhof steht seit 1903 ein Lodewijk van Gruuthuse darstellendes Reiterstandbild. Unterhalb des Standbilds ist das französische Motto der Familie van Gruuthuse, Plus est en vous (deutsch Es steckt mehr in Ihnen) angebracht. Im Innenhof wurde außerdem eine Statue des Priesters und Dichters Guido Gezelle aufgestellt.

## Ausstellung und Sammlung
Das Museum präsentiert in 600 Exponaten insbesondere die Geschichte Brügges in der Zeit des 15. bis 19. Jahrhunderts, darunter Kunstgegenstände in Form von Gemälden, Teppichen und Wandteppichen, Waffen, Musikinstrumenten, Möbeln, Schnitz- und Goldschmiede- und Silberarbeiten, gotische Glasfenster, Spitze, Keramiken und wissenschaftliche Gerätschaften. So befindet sich im Museum eine Kaiser Karl V. darstellende, 1521 von Konrad Meit geschaffene Büste und ein Wandteppich von 1675 mit dem Motiv der sieben Künste. Ausgestellt wird zudem eine bis in das 19. Jahrhundert genutzte Guillotine.